# نظام إدارة الملفات على يونكس
نظام إدارة الملفات على يونكس أو نظام ملفات يونكس (كان يعرف أيضا نظام ملفات بيركلي السريع (بالإنجليزية: Berkeley Fast File System)‏) هو نظام إدارة ملفات يستخدم في أنظمة يونكس والأنظمة الشبيهة بيونكس.

## التصميم
وضع نظام يونكس على طول مشواره مجموعة من المعايير التي تحدد طرق تخزين ملفات المستخدمين. أصبح نظام ملفات يونكس، المعيار لنظم الملفات عندما قام باحثون من جامعة كاليفورنيا في بيركلي بتطوير نسخة محسنة من نظام ملفات يونكس الأصلي. ظهر نظام يونكس للوجود من ثقافة الهاكر بدلا من القطاع التجاري، لذلك جاء نظام الملفات انعكاسا لهذه النشأة. حيث يعتبر نظام يونكس حساسا لحالة الأحرف، حيث الأحرف الكبيرة شئ والصغيرة شئ أخر بمعنى أخر فأن k حرف وK هو حرف أخر تماما.
يطلق على المؤشرات التي يستخدمها نظام ملفات يونكس لتحديد مكان الملفات على القرص اسم فهرس العقد inode. كما هو الأمر في نظم الملفات الأخرى، يتم تخزين الملفات في مكونات منفصلة تدعى مربعات. استمر حجم المربع القياسي بالزيادة كلما زاد حجم الأقراص، ولكنه وحد في النهاية على 8 كيلو بايت لأن هذا الحجم الكبير من شأنه تبديد مساحة كبيرة من القرص الصلب. حاول نظام ملفات يونكس التقليل من حركة رأس القرص الصلب من خلال تخزين الملفات والبيانات الوصفية قرب بعضها البعض ضمن مجموعات يطلق عليها الأسطوانات ومحاولة إبقاء كل الملفات ضمن مجلد واحد في أسطوانات متجاورة. قام الكثير من بائعي نظام يونكس بتنفيذ نسختهم من نظام ملفات يونكس، مما يجعلها في كثير من الأحيان تتعارض مع غيرها من الأنظمة. كما أضافت شركة صن توثيقات لنسختها من النظام في سولاريس 7 بينما قامت نيكست بإنشاء نسخة خاصة من لها. 